# Carlos Freixo
Carlos António de Almeida Freixo, com o nome artístico Carlos Freixo (5 de fevereiro de 1956) é um actor português.
Integrou, sob a direção de Carlos Avilez a Companhia Nacional I, sediada no Teatro São Luiz. Foi dirigido por Carlos Avilez no Teatro Experimental de Cascais (1980 - 1992), participando em 1998 na peça Lisbon Traviata.
Ligado às séries animadas, Carlos Freixo é dos principais dobradores portugueses no activo, tendo dirigido um considerável número de dobragens, em grande parte ao serviço de Matinha Estúdios Som, SA, nas quais participou, oferecendo a sua voz. É das vozes mais conhecidas pelos portugueses no mundo da animação tendo dado já a sua voz para célebres personagens como, Pateta, Tigre, Gato Silvestre, Daffy Duck, Elmer Fudd, Wile E. Coyote e muitos outros. Fez dobragens para a Warner Bros., Disney, DreamWorks, etc.
Esteve presente na primeira dobragem de uma longa-metragem em Portugal, em Rei Leão, da Disney, que dirigiu. Até 1994, a grande maioria das dobragens de animações que passavam em Portugal eram dobradas no Português do Brasil. "Era uma aposta arriscada, uma espécie de tudo ou nada. Se não resultasse voltar-se-ia às dobragens brasileiras. Por isso foi posto todo o cuidado na escolha do elenco para o casting." Disse o actor numa entrevista ao jornal Público, referindo-se à dobragem de Rei Leão. 

Na televisão, tem aparecido em séries actuais como os Morangos com Açúcar, a Lua Vermelha, e também já teve participação em "O Olhar da Serpente", "Médico de Família" e "D.João no Jardim das Delícias".